# Wykład ratyzboński

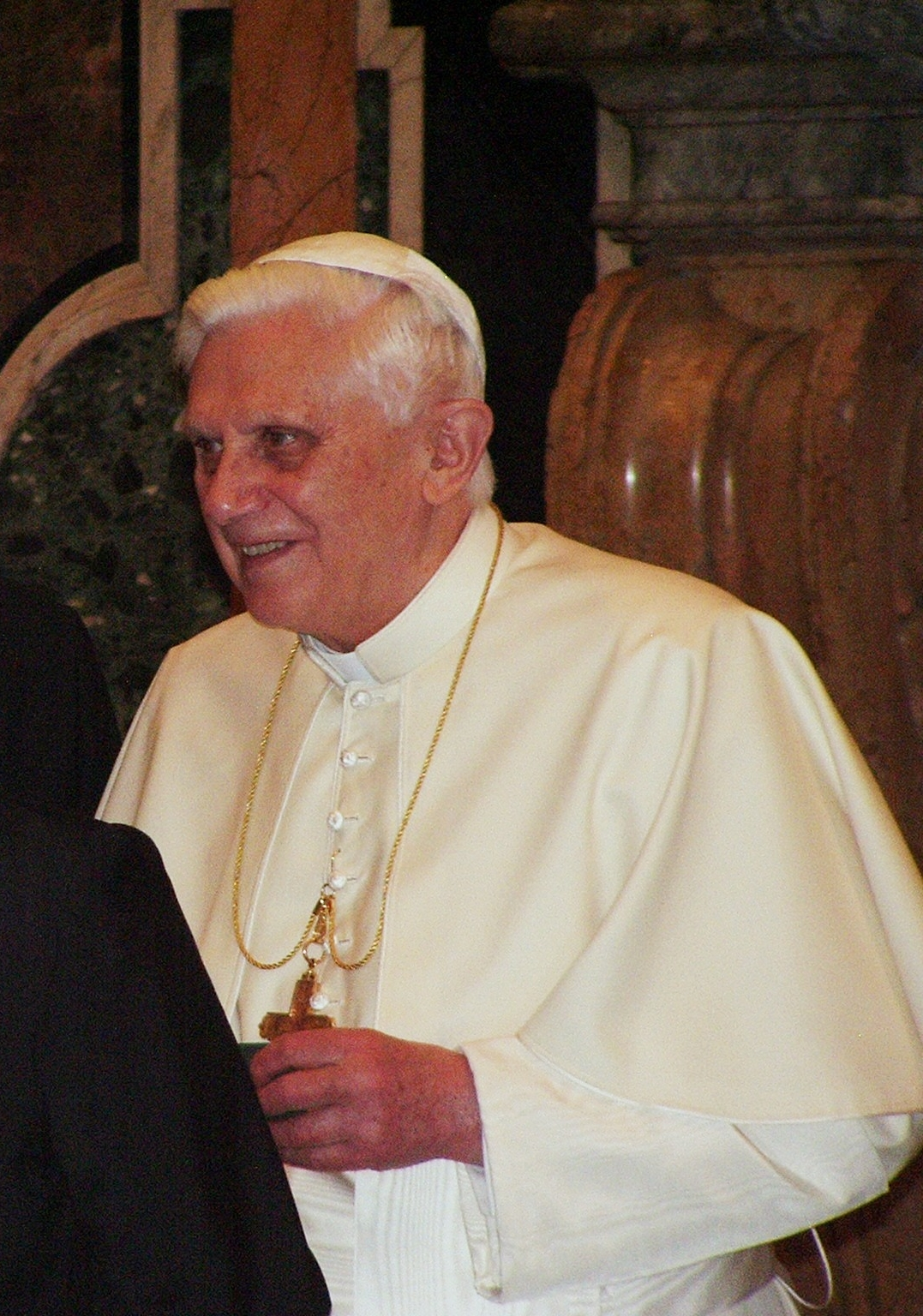
Benedykt XVI, styczeń 2006

Wykład ratyzboński – wykład wygłoszony 12 września 2006 roku przez papieża Benedykta XVI na Uniwersytecie Ratyzbońskim w Niemczech, na którym Joseph Ratzinger był wcześniej profesorem teologii. Wykład nosił tytuł: Wiara, rozum i uniwersytet – wspomnienia i refleksje – (niem.) Glaube, Vernunft und Universität – Erinnerungen und Reflexionen/. Wystąpienie to jest uważane za jedno z najważniejszych wypowiedzi papieskich od czasu przemówienia Jana Pawła II do ONZ. Wywołało ono międzynarodowe reakcje i kontrowersje.
W wykładzie, w którym czerpał z prac prof. Khoury’ego, papież mówił m.in. na temat stosunku chrześcijaństwa i islamu do rozumu i filozofii greckiej, będącej jednym z podstawowych źródeł kultury europejskiej. Benedykt XVI zacytował wypowiedź XIV-wiecznego cesarza bizantyńskiego Manuela II Paleologa z jego dyskusji z pewnym uczonym Persem, muzułmaninem. Cesarz twierdził, że wiara chrześcijańska jest racjonalna, gdyż rozumność jest istotą Boga, zaś idea islamskiego dżihadu, świętej wojny i nawracania siłą, a nie rozumem, sprzeciwia się Bogu – szczególny kontekst tym stwierdzeniom cesarza nadaje fakt, że spisał je podczas oblężenia Konstantynopola przez muzułmańskie wojska tureckie między 1394 a 1402 rokiem. Papież przytoczył opinię uczonego Persa z tego dialogu, że Bóg jest kimś transcendentnym, jego wola nie jest związana z żadną z naszych kategorii, w tym z racjonalnością. W komentarzu do przytoczonego dialogu Benedykt XVI odwołał się do refleksji muzułmańskiego uczonego Ibn Hazma (zm. 1069), dla którego Bóg nie jest ograniczony nawet przez swoje Słowo i nic nie zmusi go do objawienia nam prawdy. Jeśli taka będzie jego wola, człowiek będzie nawet oddawał cześć bożkom.
W reakcji wielu muzułmańskich przywódców politycznych i religijnych zaprotestowało, uznając słowa papieża za obraźliwie fałszywą charakterystykę islamu.
Masowe manifestacje uliczne miały miejsce w wielu krajach muzułmańskich, pakistański parlament Majlis-e-Shoora jednomyślnie wezwał papieża do wycofania „tego wątpliwego twierdzenia”. Papież wyjaśniał, że uwaga, którą wypowiedział, nie wyrażała jego własnych poglądów, i poprosił muzułmanów o wybaczenie.